# Siegfried Seidel-Dittmarsch
Siegfried Seidel-Dittmarsch, född den 4 januari 1887 i Pammin, död den 20 februari 1934 i Berlin, var en tysk politiker. Han var 1933–1934 chef för Reichsführer-SS Heinrich Himmlers ledarstab och därmed dennes chefsadjutant. Seidel-Dittmarsch var därtill preussiskt statsråd.
Seidel-Dittmarsch avled i sviterna av en operation. Han är begravd på Südwestkirchhof Stahnsdorf.

## Befordringshistorik
- Leutnant: 1906
- Oberleutnant: 1914
- Hauptmann: 18 december 1915
- Major: 11 december 1920
- SS-Truppführer: 10 december 1931
- SS-Oberführer: 24 december 1932
- SS-Gruppenführer: 13 maj 1933

## Utmärkelser
- Järnkorset av första klassen
- Järnkorset av andra klassen
- Såradmärket i silver
- Ärekorset (Ehrenkreuz für Frontkämpfer)